# Harry Goldblatt
Harry Goldblatt (* 14. März 1891 in Muscatine, Iowa; † 6. Januar 1977 in Cleveland) war ein amerikanischer Pathologe. Goldblatt beschrieb 1934 den bereits seit 1880 bekannten experimentellen „Drosselungshochdruck“ bei Nierenarterienstenose.

## Familie
Harry Goldblatt war der Sohn von Philip Goldblatt und Jennie Spitz, mittellosen jüdischen Einwanderern aus Litauen, die 1886 in die USA gekommen waren. Da der Vater die englische Sprache nicht beherrschte, konnte er dort kaum seinen Lebensunterhalt aufbringen und verließ schließlich die kleine Stadt, um zunächst nach Omaha, dann nach Chicago und schließlich 1896 nach Montréal, Kanada, weiterzuziehen. Goldblatt wuchs hier auf, seine Ausbildung konnte nun durch den Vater unterstützt werden, der mittlerweile ein Handelsgeschäft mit Kohle, Holz und Eis betrieb.
1929 heiratete Goldblatt Jeanne Elizabeth Rea, mit der er zwei Söhne hatte, die später beide als Mediziner arbeiteten.

## Ausbildung und Beruf
Nach dem Grundschulabschluss 1904 besuchte Goldblatt die High School in Montréal. Hier zeigte sich insbesondere seine mathematisch-wissenschaftliche Begabung, die ihm 1908 ein Stipendium für die McGill University einbrachte. Im ersten Universitätsjahr studierte er zunächst am Arts College, belegte aber dann einen Kurs in Botanik bei Carrie M. Derrick, unter deren Einfluss und Anleitung er ein großes Interesse für die Biologie entwickelte und 1912 die Hiram Mills Gold-Medaille für Biologie gewann (B.A.). Ebenfalls mit Auszeichnung schloss er 1916 das Medizinstudium ab (M.D., C.M.), das er aufgrund seiner Begabung innerhalb von vier Jahren beendete. Anschließend arbeitete Goldblatt als Assistent der großen chirurgischen und der pathologischen Abteilung des Royal Victoria Hospitals in Montréal. 
Nach dem Eintritt in die US-Armee 1917 und einer kurzen Vorbereitungszeit in Orthopädie an der Harvard University schickte man Goldblatt nach Frankreich und übertrug ihm die Leitung der Orthopädie- und Frakturen-Abteilung des Evacuation Hospital Nr. 26; anschließend betreute er in gleicher Funktion bis zum Kriegsende das Evacuation Hospital Nr. 3 in Trier.
In die USA zurückgekehrt arbeitete Goldblatt kurze Zeit als Neurochirurg unter Harvey Williams Cushing (1869–1939) am Peter Bent Brigham Hospital, entschied sich aber dann für eine weitere Ausbildung im pathologischen Fach und übernahm eine Stelle als Pathologe und Assistent von Howard T. Karsner, Professor der Case Western Reserve University, am Lakeside Hospital in Cleveland/Ohio (1919–1921). Während dieser Zeit entschied sich Goldblatt nicht nur endgültig für die allgemeine Pathologie, sondern entwickelte auch ein verstärktes Interesse für experimentelle Pathologie. Um sich weiterzubilden, beschloss Goldblatt, zwei Jahre nach England zu gehen, um als Volontär in London am Lister-Institut für Präventivmedizin zu arbeiten. 
Im Mai 1924 kehrte Goldblatt nach Cleveland zurück, da er dort eine Assistenzprofessur der School of Medicine der Western Reserve University und die Lehrbefugnis für Pathologie angeboten bekam (1924–1927). In Cleveland vertrat Goldblatt das pathologische Fach in mehreren Funktionen: associated professor (1927–1935), associated director des Instituts für Pathologie (1929–1946), Professor für experimentelle Pathologie (1935–1946). Er leitete das Institut für medizinische Forschung am Cedars of Lebanon Hospital in Los Angeles, Kalifornien (1946–1953), arbeitete wieder als Experimentalpathologe bis zur Emeritierung 1961 in Cleveland und war hier zuletzt (bis 1976) Leiter der L.D. Memorial Research Laboratories am Mount Sinai Hospital.

## Leistung
Weltbekannt wurde Goldblatt durch seine experimentellen Forschungsarbeiten auf dem Gebiet des Bluthochdrucks. Er bestätigte damit das bereits 1879/1880 von Lewinsky, 1905 von Moritz Katzenstein und 1930 von A. Hartwich (an der Klinik von Franz Volhard) gefundene Phänomen, dass durch Drosselung von Nierengefäßen ein arterieller Bluthochdruck (genannt „renaler Drosselungs-Hochdruck“) entsteht. 1934 erschien Goldblatts erster Bericht mit Ergebnissen über die künstliche Erzeugung eines persistierenden Bluthochdrucks bei Hunden durch uni- und bilaterale Konstriktion der renalen Arterien: Er erfand eine spezielle Klemme, die die Untersuchung der Kreislaufeffekte einer abgestuften Gefäßverengung am nicht betäubten Tier erlaubte. Einerseits führte dies zur Beschreibung der sekundären renovaskulären Hypertonie, andererseits stimulierten diese Arbeiten die internationale Hochdruck-Forschung, was zur Aufklärung des RAAS (Renin-Angiotensin-Aldosteron-Systems) beitrug. 1934 bis 1943 erschienen 21 Arbeiten zu diesem Themenkreis, etwa ein Verfahren zur Reinigung und Herstellung von Renin (1943). 1948 publizierte Goldblatt eine zusammenfassende Monographie The Renal Origin of Hypertension. Allerdings wird die Priorität der Entdeckung der renovaskulären Hypertonie diskutiert: Fast gleichzeitig (1933) kam der österreichisch-ungarische Pathologe Johann Lösch (* 1897) zu vergleichbaren Ergebnissen, die allerdings in der wissenschaftlichen Öffentlichkeit ebenso wie die experimentellen Ergebnisse von Lewinsky, Katzenstein und Hartwich weitgehend unbeachtet blieben.
In mehr als 127 wissenschaftlichen Veröffentlichungen beschäftigte er sich unter anderem mit der gastrointestinalen Polyposis (1916), beschrieb einen Fall von Koarktation des Aortenisthmus (1922), untersuchte den Zusammenhang von Lichtexposition und Vitamin D (1923), experimentierte mit Rachitis bei Ratten (1924), beschrieb ischämische Gefäßreaktionen (1926), untersuchte experimentell erzeugte Peritonitiden (1927) und beschrieb die Prävention und Heilung der Rachitis bei Ratten sowie den antirachitischen Effekt der Sterine bei UV-Bestrahlung (1932). Goldblatt wies vermutlich erstmals auf die photosynthetische Eigenschaft von Vitamin D bei UV-Bestrahlung hin. Darüber hinaus hatte er großes Interesse an der Erforschung der Krebsentstehung (1930–1974).
Goldblatt glaubte zu Beginn seiner tierexperimentellen Hochdruckstudien eine Erklärung des Pathomechanismus der Nephrosklerose bzw. der essentiellen Hypertonie gefunden zu haben. Es stellte sich später jedoch heraus, dass die Versuchsergebnisse des Tierexperiments nicht ohne weiteres auf die Pathogenese des menschlichen Bluthochdrucks übertragen werden konnten. Von Bedeutung für die Differentialdiagnostik der menschlichen Hypertonie war der von Goldblatt entdeckte Pathomechanismus nur für eine relativ kleine Gruppe von Hypertonien (etwa 1 % aller Hypertonieformen) der sekundären Hypertonien. 
Wenn vom Goldblatt-Syndrom (beim Menschen) gesprochen wird, so ist die renovaskuläre Hypertonie innerhalb der Gruppe der renalen Hypertonien gemeint. 
Der Begriff Goldblatt-Effekt bezeichnet das Auftreten eines persistierenden Bluthochdrucks nach uni- bzw. bilateraler Nierenarterienstenose beim Menschen bzw. tierexperimenteller Nierenarteriendrosselung.
Goldblatt besaß Mitgliedschaften in mehr als 12 amerikanischen (darunter der National Academy of Sciences 1973) und englischen Fachgesellschaften und erhielt 15 wissenschaftliche Auszeichnungen und Preise, darunter den Amory Prize der American Academy of Arts and Sciences (1961). Er wurde mehrfach für den Nobelpreis vorgeschlagen.

## Veröffentlichungen (Auswahl)
- Rickets, a review from the experimental standpoint. In: Ergeb Allgem Pathol, 25 (1931) 58
- Studies on experimental hypertension. I. The Production of Persistent Elevation of Systolic Blood Pressure by Means of Renal Ischemia (mit Lynch J., Hanzal R.F., Summerville W.W.). In: J Exp Med, 59 (1934) 347
- Prevention and cure of rickets in rats and antirachitic activation of ergosterol by cold quartz mercury lamp. In: Proc Soc Exp Biol Med, 30 (1932) 380
- The Clinical Pathologist as an Experimenter. In: Am J Clin Pathol, 13 (1943) 329
- On the Purification of Renin. In: J Exp Med, 78 (1943) 67
- The Renal Origin of Hypertension. Springfield (Ill.) 1948
- Hypertension due to renal ischemia. In: Bull NY Acad Med, 40 (1964) 745